# Isten hozott Marwenben
Az Isten hozott Marwenben (eredeti cím: Welcome to Marwen 2018-ban bemutatott amerikai filmdráma Robert Zemeckis rendezésében, aki a forgatókönyvet Caroline Thompsonnal közösen írta. A filmet Jeff Malmberg 2010-es Marwencol című dokumentumfilmje ihlette. A főszerepet Steve Carell, Leslie Mann, Diane Kruger, Merritt Wever, Janelle Monáe, Eiza González, Gwendoline Christie, Leslie Zemeckis, Siobhan Williams és Neil Jackson alakítja.
A filmet az Amerikai Egyesült Államokban 2018. december 21-én mutatta be a Universal Pictures, Magyarországon DVD-n jelent meg szinkronizálva. Világszerte 13 millió dolláros bevételt ért el a 39 millió dolláros gyártási költségvetésével szemben, így bevételi szempontból megbukott.
A poszttraumás stressz zavarral küzdő Mark, aki, miután fizikailag bántalmazták, egy  apró falut hoz létre, fiktív szereplőkkel, hogy enyhítse a traumáját.

## Cselekmény
Egy második világháborús harci repülőgépet, amelyet egy babaszerű pilóta vezet, ellenséges lövések érnek, és kényszerleszállásra kényszerül. A pilóta cipője kigyullad és elég a leszállás során, és mivel a földön csak női cipőket talál, felveszi az egyik párat. A pilóta szintén babaszerű német katonákkal találkozik, akik kigúnyolják, amiért női cipőt visel. A németek megfenyegetik, hogy ki fogják herélni, de egy csapat babaszerű nő megöli őket, akik a pilóta segítségére sietnek és megvédik őt.
Kiderül, hogy a forgatókönyv egy bonyolult fantázia része, amelyet egy Mark Hogancamp nevű férfi hozott létre saját magának, általa módosított, apró divatbabák segítségével akik egy kitalált Marwen nevű miniatűr faluban laknak. Mark azt képzeli, hogy a babák élnek, és azért fényképezi a fantáziáit, hogy segítsen neki megbirkózni az akut emlékezetvesztés és a poszttraumás stressz zavar miatt. Egy brutális támadás miatt szenvedett el nem sokkal korábban, amikor részegen mesélt egy csoport férfinak a kocsmában (akik a fehér, férfi felsőbbrendűségben hisznek, amibe nem fér bele a női cipők viselése férfiak számára), fétiséről és a női cipők viseléséről, akik azonban ezt helytelenítették, majd súlyosan megverték őt. Mark az összes olyan emlékét elfelejtette, amely a támadás előtt történt.
A babák olyan embereknek felelnek meg, akiket Mark a való életben is ismer: ő maga „Cap'n Hogie” (azaz Hogie kapitány), egy amerikai pilóta; különböző női barátok vannak körülötte, akik a védelmezői; és a támadói, mint német náci katonák jelennek meg. Egy zöld hajú baba, Dejah Thoris egy belga boszorkány, aki megakadályozza, hogy Cap'n Hogie túl közel kerüljön bármelyik nőhöz.
Mark végül beleegyezik az ügyvédje és barátai hosszas rábeszélése után, hogy megjelenjen a bíróságon és vallomást tegyen a támadói ellen, de amikor meglátja őket, azok náci katonákká válnak, akik fenyegetőznek és rálőnek, mire ő rémülten elmenekül az újabb erőszak elől. Martha J. Harter bírónő az incidenst látva inkább elhalasztja a tárgyalást.
Mark beleszeret egy Nicol nevű nőbe, aki vele szemben, az utca túloldalára költözött, és akit a fantáziavilágába is beilleszt. Mark azt képzeli, hogy a baba Nicol szerelmes Cap'n Hogie-ba, és összeházasodnak.
A való életben Mark megkéri Nicol kezét, aki azt mondja neki, hogy maradjanak csak barátok. Mark kétségbeesik, és öngyilkosságot fontolgat.
Fantáziájában Nicolt lelövi egy náci katona, akit viszont Cap'n Hogie megöl, de Deja Thoris más náci katonákkal együtt visszahozza az életbe.
Cap'n Hogie úgy látja, hogy Deja Thoris egy náci kém. Mark pedig rájön, hogy a tabletták, amelyekről azt hitte, hogy segítenek neki, valójában ártanak. Mark kiönti a tablettákat a mosogatóba, és megfogadja, hogy leszokik a gyógyszer-függőségéről.
Mark részt vesz az új bírósági meghallgatáson, és elmondja a vallomását. A támadóit elítélik.
Aznap este Mark részt vesz a fotós munkáiból rendezett kiállításon, és randevúzik barátnőjével, Robertával, aki eladó abban a hobbiboltban, ahol Mark gyakori vásárló.
A film egy fényképpel zárul, amelyen az igazi Mark Hogancamp látható, aki sikeres fotós karriert fut be.

## Szereplők
| Szerep                          | Színész              | Magyar hang            |
| ------------------------------- | -------------------- | ---------------------- |
| Mark Hogancamp / Hogie százados | Steve Carell         | Kassai Károly          |
| Topf százados / Louis           | Falk Hentschel       | Horváth-Töreki Gergely |
| Carlala                         | Eiza González        | Sodró Eliza            |
| Suzette                         | Leslie Zemeckis      | Pap Katalin            |
| Nicol                           | Leslie Mann          | Györgyi Anna           |
| Anna                            | Gwendoline Christie  | Peller Anna            |
| Deja Thoris                     | Diane Kruger         | Bertalan Ágnes         |
| GI Julie                        | Janelle Monáe        | Szilágyi Csenge        |
| Wendy                           | Stefanie von Pfetten | Solecki Janka          |
| Kurt / Meyer őrnagy             | Neil Jackson         | Kis Horváth Zoltán     |
| Roberta                         | Merritt Wever        | F. Nagy Eszter         |

## Zene
A filmzenét Alan Silvestri szerezte, komponálta és vezényelte.

## Bemutató
A filmet az Amerikai Egyesült Államokban 2018. december 21-én mutatta be a Universal Pictures. A stúdió 60 millió dollárt költött a filmre és a reklámra. Az eredeti tervek szerint 120 millió dollárt kellett volna költeni, de miután a korai tesztvetítések rosszul sikerültek, a költségeket csökkentették.

## Fordítás
- Ez a szócikk részben vagy egészben  a   Welcome to Marwen című angol Wikipédia-szócikk fordításán alapul.  Az eredeti cikk szerkesztőit annak laptörténete sorolja fel. Ez a jelzés csupán a megfogalmazás eredetét és a szerzői jogokat jelzi, nem szolgál a cikkben szereplő információk forrásmegjelöléseként.